# Bahnstrecke Kassel–Waldkappel
| Streckennummer (DB): | 3901                                                    |                                            |                                            |
| Kursbuchstrecke (DB): | ehemals 522, 201g                                       |                                            |                                            |
| Kursbuchstrecke: | 178 (1934) 202p (1946)                                  |                                            |                                            |
| Streckenlänge: | 49,830 km                                               |                                            |                                            |
| Spurweite: | 1435 mm (Normalspur)                                    |                                            |                                            |
| Stromsystem: | Kaufungen–Hess. Lichtenau: 600 V =                      |                                            |                                            |
| Stromsystem: | Ks-Wilhelmshöhe–Kaufungen: 15 kV 16,7 Hz ~              |                                            |                                            |
| Maximale Neigung: | 25 ‰                                                    |                                            |                                            |
| Streckengeschwindigkeit: | BOStrab: 50 km/h, EBO: 80 km/h                          |                                            |                                            |
| Zugbeeinflussung: | PZB                                                     |                                            |                                            |
| Zweigleisigkeit: | Straßenbahnabschnitte in Kaufungen und im Bahnhof Helsa |                                            |                                            |
| |                                                         |                                            |                                            |
| \| \| \| Straßenbahn Kassel \| \| \| \| 0,000 \| Kassel Hbf \| Kassel Hbf \| \| \| \| Systemwechsel 600 V = / 15 kV ~ \| \| \| \| \| Hannöversche Südbahn nach Hannover \| \| \| \| \| SFS von Hannover \| \| \| \| \| Strecke nach Warburg \| \| \| \| 2,500 \| Kassel-Kirchditmold (bis 1984) \| Kassel-Kirchditmold (bis 1984) \| \| \| \| Straßenbahn Kassel \| \| \| \| \| Wilhelmshöher Allee \| \| \| \| \| Straßenbahn Kassel \| \| \| \| 3,829 \| Kassel-Wilhelmshöhe \| Kassel-Wilhelmshöhe \| \| \| 4,300 \| Herkulesbahn \| Herkulesbahn \| \| \| \| SFS nach Würzburg \| \| \| \| \| Main-Weser-Bahn nach Frankfurt (Main) \| \| \| \| 6,688 \| Kassel-Niederzwehren \| Kassel-Niederzwehren \| \| \| \| zum Kraftwerk Kassel \| \| \| \| \| Frankfurter Straße \| \| \| \| \| B 3 (Am Auestadion) \| \| \| \| 8,100 \| Fulda (200 m) \| Fulda (200 m) \| \| \| 9,400 \| Kassel-Waldau \| Kassel-Waldau \| \| \| 8,800 \| Kassel-Waldau Abzw \| Kassel-Waldau Abzw \| \| \| \| Industriestammgleis zum Industriepark \| \| \| \| \| ehem. zur Sandershäuser Straße \| \| \| \| \| ehem. vom Fuldahafen \| \| \| \| 12,014 \| Kassel-Bettenhausen \| Kassel-Bettenhausen \| \| \| \| Söhrebahn von Kassel-Bettenhausen Kleinbf \| \| \| \| 14,200 \| Kassel-Bettenhausen Bergmann (Anst) \| Kassel-Bettenhausen Bergmann (Anst) \| \| \| \| Straßenbahn aus Richtung Kassel Innenstadt \| \| \| \| \| Industrieanschluss \| \| \| \| \| Industrieanschluss \| \| \| \| 15,944 \| Kaufungen Papierfabrik \| Kaufungen Papierfabrik \| \| \| \| Straßenbahn-Wendeschleife \| \| \| \| 16,200 \| Kaufungen Industriestraße \| Kaufungen Industriestraße \| \| \| \| Systemwechsel BOStrab/EBO (r.) \| \| \| \| 16,400 \| Eigentumsgrenze DB/RBK \| Eigentumsgrenze DB/RBK \| \| \| \| Industrieanschluss (l.) \| \| \| \| 18,200 \| Niederkaufungen Mitte \| Niederkaufungen Mitte \| \| \| 19,030 \| Niederkaufungen Bahnhof \| Niederkaufungen Bahnhof \| \| \| \| Systemwechsel EBO/BOStrab \| \| \| \| \| Niederkaufungen Rieckswiesen \| \| \| \| \| Oberkaufungen Gesamtschule \| \| \| \| \| Oberkaufungen Mitte \| \| \| \| 21,040 \| Oberkaufungen Bahnhof \| Oberkaufungen Bahnhof \| \| \| \| Systemwechsel BOStrab/EBO \| \| \| \| 21,700 \| Oberkaufungen DRK-Klinik \| Oberkaufungen DRK-Klinik \| \| \| \| Losse \| \| \| \| 25,950 \| Helsa Bahnhof \| Helsa Bahnhof \| \| \| \| \| \| \| \| 26,400 \| Helsa Im Steinhof \| Helsa Im Steinhof \| \| \| \| \| \| \| \| 27,700 \| Losse \| Losse \| \| \| 29,100 \| Losse \| Losse \| \| \| 28,800 \| Helsa-Waldhof \| Helsa-Waldhof \| \| \| 29,970 \| Helsa-Eschenstruth \| Helsa-Eschenstruth \| \| \| 32,410 \| Hessisch Lichtenau-Fürstenhagen \| Hessisch Lichtenau-Fürstenhagen \| \| \| 33,450 \| Hessisch Lichtenau Orthopädische Klinik \| Hessisch Lichtenau Orthopädische Klinik \| \| \| 34,259 \| Systemwechsel EBO/BOStrab \| Systemwechsel EBO/BOStrab \| \| \| \| Hessisch Lichtenau Im Tal \| \| \| \| \| \| \| \| \| 35,000 \| heutiges Betriebsende \| heutiges Betriebsende \| \| \| \| Hessisch Lichtenau Stadtmitte \| \| \| \| \| Hessisch Lichtenau Bürgerhaus \| \| \| \| 35,080 \| Hessisch Lichtenau Stadt \| Hessisch Lichtenau Stadt \| \| \| 35,930 \| Hessisch Lichtenau \| Hessisch Lichtenau \| \| \| 36,250 \| von Zeche Glimmerode \| von Zeche Glimmerode \| \| \| 39,550 \| Walburg (Hess-Nass) \| Walburg (Hess-Nass) \| \| \| \| nach Großalmerode West \| \| \| \| 42,890 \| Weißmühle (vor 1970 aufgelassen) \| Weißmühle (vor 1970 aufgelassen) \| \| \| 45,080 \| Hasselbach \| Hasselbach \| \| \| 47,080 \| Harmuthsachsen \| Harmuthsachsen \| \| \| \| von Treysa (Kanonenbahn) \| \| \| \| 49,830 \| Waldkappel (Keilbahnhof) \| Waldkappel (Keilbahnhof) \| \| \| \| nach Leinefelde (Kanonenbahn) \| \| \| \| \| \| \| \| Quellen: [1][2][3] \| \| \| \| |                                                         |                                            |                                            |
| U-Bahn-Strecke (im Tunnel) |                                                         | Straßenbahn Kassel                         | Straßenbahn Kassel                         |
| Kopfbahnhof Streckenanfang · Kopfbahnhof Streckenanfang · U-Bahn-Bahnhof | 0,000                                                   | Kassel Hbf                                 | Kassel Hbf                                 |
| Strecke · Strecke · U-Bahn-Grenze mit Eisenbahn |                                                         | Systemwechsel 600 V = / 15 kV ~            | Systemwechsel 600 V = / 15 kV ~            |
| Strecke nach rechts · Strecke · Strecke |                                                         | Hannöversche Südbahn nach Hannover         | Hannöversche Südbahn nach Hannover         |
| Strecke von rechts · Strecke · Strecke |                                                         | SFS von Hannover                           | SFS von Hannover                           |
| Kreuzung geradeaus unten · Kreuzung geradeaus unten · Abzweig ehemals geradeaus und nach rechts |                                                         | Strecke nach Warburg                       | Strecke nach Warburg                       |
| Strecke · Strecke · Bahnhof (Strecke außer Betrieb) | 2,500                                                   | Kassel-Kirchditmold (bis 1984)             | Kassel-Kirchditmold (bis 1984)             |
| Kreuzung mit U-Bahn geradeaus unten · Kreuzung mit U-Bahn geradeaus unten · Kreuzung mit U-Bahn geradeaus unten (Strecke geradeaus außer Betrieb) |                                                         | Straßenbahn Kassel                         | Straßenbahn Kassel                         |
| Strecke mit Straßenbrücke Streckenanfang · Strecke mit Straßenbrücke · Strecke mit Straßenbrücke Streckenende (Strecke außer Betrieb) |                                                         | Wilhelmshöher Allee                        | Wilhelmshöher Allee                        |
| Kreuzung mit U-Bahn geradeaus unten · Kreuzung mit U-Bahn geradeaus unten · Kreuzung mit U-Bahn geradeaus unten (Strecke geradeaus außer Betrieb) |                                                         | Straßenbahn Kassel                         | Straßenbahn Kassel                         |
| Bahnhof · Bahnhof · Kopfbahnhof Strecke bis hier außer Betrieb | 3,829                                                   | Kassel-Wilhelmshöhe                        | Kassel-Wilhelmshöhe                        |
| Kreuzung mit U-Bahn geradeaus unten (Querstrecke außer Betrieb) · Kreuzung mit U-Bahn geradeaus unten (Querstrecke außer Betrieb) · Kreuzung mit U-Bahn geradeaus unten (Querstrecke außer Betrieb) | 4,300                                                   | Herkulesbahn                               | Herkulesbahn                               |
| Strecke nach rechts · Strecke nach halbrechts · Strecke |                                                         | SFS nach Würzburg                          | SFS nach Würzburg                          |
| Strecke nach rechts und von halblinks · Strecke von links und von halbrechts · Strecke nach rechts |                                                         | Main-Weser-Bahn nach Frankfurt (Main)      | Main-Weser-Bahn nach Frankfurt (Main)      |
| Dienststation / Betriebs- oder Güterbahnhof | 6,688                                                   | Kassel-Niederzwehren                       | Kassel-Niederzwehren                       |
| Abzweig geradeaus und nach rechts |                                                         | zum Kraftwerk Kassel                       | zum Kraftwerk Kassel                       |
| Brücke |                                                         | Frankfurter Straße                         | Frankfurter Straße                         |
| Brücke |                                                         | B 3 (Am Auestadion)                        | B 3 (Am Auestadion)                        |
| Brücke über Wasserlauf | 8,100                                                   | Fulda (200 m)                              | Fulda (200 m)                              |
| ehemaliger Haltepunkt / Haltestelle | 9,400                                                   | Kassel-Waldau                              | Kassel-Waldau                              |
| Blockstelle | 8,800                                                   | Kassel-Waldau Abzw                         | Kassel-Waldau Abzw                         |
| Abzweig geradeaus und nach rechts |                                                         | Industriestammgleis zum Industriepark      | Industriestammgleis zum Industriepark      |
| Abzweig geradeaus und ehemals nach links |                                                         | ehem. zur Sandershäuser Straße             | ehem. zur Sandershäuser Straße             |
| Abzweig geradeaus und ehemals von links |                                                         | ehem. vom Fuldahafen                       | ehem. vom Fuldahafen                       |
| Dienststation / Betriebs- oder Güterbahnhof | 12,014                                                  | Kassel-Bettenhausen                        | Kassel-Bettenhausen                        |
| Abzweig geradeaus und von rechts |                                                         | Söhrebahn von Kassel-Bettenhausen Kleinbf  | Söhrebahn von Kassel-Bettenhausen Kleinbf  |
| ehemalige Blockstelle | 14,200                                                  | Kassel-Bettenhausen Bergmann (Anst)        | Kassel-Bettenhausen Bergmann (Anst)        |
| Strecke · U-Bahn-Strecke von links |                                                         | Straßenbahn aus Richtung Kassel Innenstadt | Straßenbahn aus Richtung Kassel Innenstadt |
| Abzweig geradeaus und von links · U-Bahn-Kreuzung mit Eisenbahn |                                                         | Industrieanschluss                         | Industrieanschluss                         |
| Abzweig geradeaus und nach rechts · U-Bahn-Strecke |                                                         | Industrieanschluss                         | Industrieanschluss                         |
| Dienststation / Betriebs- oder Güterbahnhof · U-Bahn-Haltepunkt / Haltestelle | 15,944                                                  | Kaufungen Papierfabrik                     | Kaufungen Papierfabrik                     |
| Strecke |                                                         | Straßenbahn-Wendeschleife                  | Straßenbahn-Wendeschleife                  |
| Strecke · U-Bahn-Haltepunkt / Haltestelle | 16,200                                                  | Kaufungen Industriestraße                  | Kaufungen Industriestraße                  |
| Strecke von links · Abzweig geradeaus und nach rechts · U-Bahn-Kilometer-Wechsel mit Eisenbahn |                                                         | Systemwechsel BOStrab/EBO (r.)             | Systemwechsel BOStrab/EBO (r.)             |
| Strecke · Grenze · Strecke | 16,400                                                  | Eigentumsgrenze DB/RBK                     | Eigentumsgrenze DB/RBK                     |
| Strecke nach rechts · Abzweig geradeaus und von links · Strecke nach rechts |                                                         | Industrieanschluss (l.)                    | Industrieanschluss (l.)                    |
| Haltepunkt / Haltestelle | 18,200                                                  | Niederkaufungen Mitte                      | Niederkaufungen Mitte                      |
| Bahnhof | 19,030                                                  | Niederkaufungen Bahnhof                    | Niederkaufungen Bahnhof                    |
| U-Bahn-Strecke von links · Abzweig mit U-Bahn geradeaus und nach rechts |                                                         | Systemwechsel EBO/BOStrab                  | Systemwechsel EBO/BOStrab                  |
| U-Bahn-Haltepunkt / Haltestelle · Strecke |                                                         | Niederkaufungen Rieckswiesen               | Niederkaufungen Rieckswiesen               |
| U-Bahn-Haltepunkt / Haltestelle · Strecke |                                                         | Oberkaufungen Gesamtschule                 | Oberkaufungen Gesamtschule                 |
| U-Bahn-Haltepunkt / Haltestelle · Strecke |                                                         | Oberkaufungen Mitte                        | Oberkaufungen Mitte                        |
| U-Bahn-Bahnhof · Blockstelle | 21,040                                                  | Oberkaufungen Bahnhof                      | Oberkaufungen Bahnhof                      |
| U-Bahn-Strecke nach links · Abzweig mit U-Bahn geradeaus und von rechts |                                                         | Systemwechsel BOStrab/EBO                  | Systemwechsel BOStrab/EBO                  |
| Haltepunkt / Haltestelle | 21,700                                                  | Oberkaufungen DRK-Klinik                   | Oberkaufungen DRK-Klinik                   |
| Brücke über Wasserlauf |                                                         | Losse                                      | Losse                                      |
| Bahnhof | 25,950                                                  | Helsa Bahnhof                              | Helsa Bahnhof                              |
| Abzweig mit U-Bahn geradeaus und nach links · U-Bahn-Strecke von rechts |                                                         |                                            |                                            |
| Strecke · U-Bahn-Haltepunkt / Haltestelle | 26,400                                                  | Helsa Im Steinhof                          | Helsa Im Steinhof                          |
| Abzweig mit U-Bahn geradeaus und nach links · U-Bahn-Strecke nach rechts |                                                         |                                            |                                            |
| Brücke über Wasserlauf | 27,700                                                  | Losse                                      | Losse                                      |
| Brücke über Wasserlauf | 29,100                                                  | Losse                                      | Losse                                      |
| Haltepunkt / Haltestelle | 28,800                                                  | Helsa-Waldhof                              | Helsa-Waldhof                              |
| Bahnhof | 29,970                                                  | Helsa-Eschenstruth                         | Helsa-Eschenstruth                         |
| Bahnhof | 32,410                                                  | Hessisch Lichtenau-Fürstenhagen            | Hessisch Lichtenau-Fürstenhagen            |
| Haltepunkt / Haltestelle | 33,450                                                  | Hessisch Lichtenau Orthopädische Klinik    | Hessisch Lichtenau Orthopädische Klinik    |
| Abzweig mit U-Bahn geradeaus und nach links · U-Bahn-Strecke von rechts | 34,259                                                  | Systemwechsel EBO/BOStrab                  | Systemwechsel EBO/BOStrab                  |
| Strecke · U-Bahn-Bahnhof |                                                         | Hessisch Lichtenau Im Tal                  | Hessisch Lichtenau Im Tal                  |
| U-Bahn-Strecke von links · Kreuzung mit U-Bahn geradeaus oben · U-Bahn-Strecke nach rechts |                                                         |                                            |                                            |
| U-Bahn-Strecke | 35,000                                                  | heutiges Betriebsende                      | heutiges Betriebsende                      |
| U-Bahn-Haltepunkt / Haltestelle · Strecke (außer Betrieb) |                                                         | Hessisch Lichtenau Stadtmitte              | Hessisch Lichtenau Stadtmitte              |
| U-Bahn-Haltepunkt / Haltestelle · Strecke (außer Betrieb) |                                                         | Hessisch Lichtenau Bürgerhaus              | Hessisch Lichtenau Bürgerhaus              |
| Haltepunkt / Haltestelle (Strecke außer Betrieb) | 35,080                                                  | Hessisch Lichtenau Stadt                   | Hessisch Lichtenau Stadt                   |
| Bahnhof (Strecke außer Betrieb) | 35,930                                                  | Hessisch Lichtenau                         | Hessisch Lichtenau                         |
| Abzweig geradeaus und von rechts (Strecke außer Betrieb) | 36,250                                                  | von Zeche Glimmerode                       | von Zeche Glimmerode                       |
| Bahnhof (Strecke außer Betrieb) | 39,550                                                  | Walburg (Hess-Nass)                        | Walburg (Hess-Nass)                        |
| Abzweig geradeaus und nach links (Strecke außer Betrieb) |                                                         | nach Großalmerode West                     | nach Großalmerode West                     |
| Haltepunkt / Haltestelle (Strecke außer Betrieb) | 42,890                                                  | Weißmühle (vor 1970 aufgelassen)           | Weißmühle (vor 1970 aufgelassen)           |
| Bahnhof (Strecke außer Betrieb) | 45,080                                                  | Hasselbach                                 | Hasselbach                                 |
| Haltepunkt / Haltestelle (Strecke außer Betrieb) | 47,080                                                  | Harmuthsachsen                             | Harmuthsachsen                             |
| Abzweig geradeaus und von rechts (Strecke außer Betrieb) |                                                         | von Treysa (Kanonenbahn)                   | von Treysa (Kanonenbahn)                   |
| Bahnhof (Strecke außer Betrieb) | 49,830                                                  | Waldkappel (Keilbahnhof)                   | Waldkappel (Keilbahnhof)                   |
| Strecke (außer Betrieb) |                                                         | nach Leinefelde (Kanonenbahn)              | nach Leinefelde (Kanonenbahn)              |
| |                                                         |                                            |                                            |
| Quellen: |                                                         |                                            |                                            |

Die Bahnstrecke Kassel–Waldkappel – auch Lossetalbahn oder Kassel-Waldkappeler Eisenbahn genannt – ist die 1879–1880 erbaute Eisenbahnstrecke vom Kasseler Hauptbahnhof nach Waldkappel im Kaufunger Wald im Werra-Meißner-Kreis in Hessen. Heute wird das Teilstück Kaufungen Papierfabrik–Hessisch Lichtenau von der Regionalbahn Kassel GmbH (RBK) betrieben und ist nach dem Tram-Train-Prinzip betrieblich eng mit dem Kasseler Straßenbahnnetz verknüpft. Das Reststück Kassel-Wilhelmshöhe–Kaufungen Papierfabrik ist im Eigentum der DB Netz, alle weiteren Teile sind stillgelegt oder abgebaut.

## Geschichte
Die Strecke Bettenhausen–Waldkappel wurde am 1. Dezember 1879 eröffnet, der Anschluss zum Hauptbahnhof Kassel folgte am 15. März 1880. In Walburg zweigte die Gelstertalbahn nach Großalmerode ab. In Waldkappel bestand Anschluss an die Strecke Eschwege–Treysa, die Teil der Kanonenbahn war.
Anfänglich wurde die ursprünglich 49,830 Kilometer lange Strecke von der privaten Cassel–Waldkappeler Eisenbahn (CWE) betrieben.
Der letzte reguläre Personenzug fuhr am 31. Mai 1985 von Kassel nach Eschwege. Der Güterverkehr bis Walburg wurde noch bis zum 31. Dezember 2002 aufrechterhalten. Es fuhren noch Braunkohlenzüge von Rommerode nach Kassel. Weiterhin war es notwendig, der Blücher-Kaserne einen Gleisanschluss zu geben. Am Bahnhof Walburg lagern Eisenbahnfreunde eine Sammlung historischer Schienenfahrzeuge.
Der Bau der Schnellfahrstrecke Hannover–Würzburg erforderte umfangreiche Gleisänderungen, im Zuge deren der alte Bahnhof Kirchditmold abgebrochen wurde. Für den Bau der Bundesautobahn 44 beantragte die DB Netz Anfang 2009 die Freistellung von Bahnbetriebszwecken der Trasse von Walburg (km 39,810) bis Waldkappel (km 49,690), und es wurden die Gleisanlagen zwischen Walburg und Küchen abgebaut, um Platz für den Straßenbau zu schaffen. Der Streckenabschnitt zwischen dem Streckenkilometer 35,0 bei Hessisch Lichtenau und Walburg ist mittlerweile ebenfalls stillgelegt worden.

## Reaktivierung

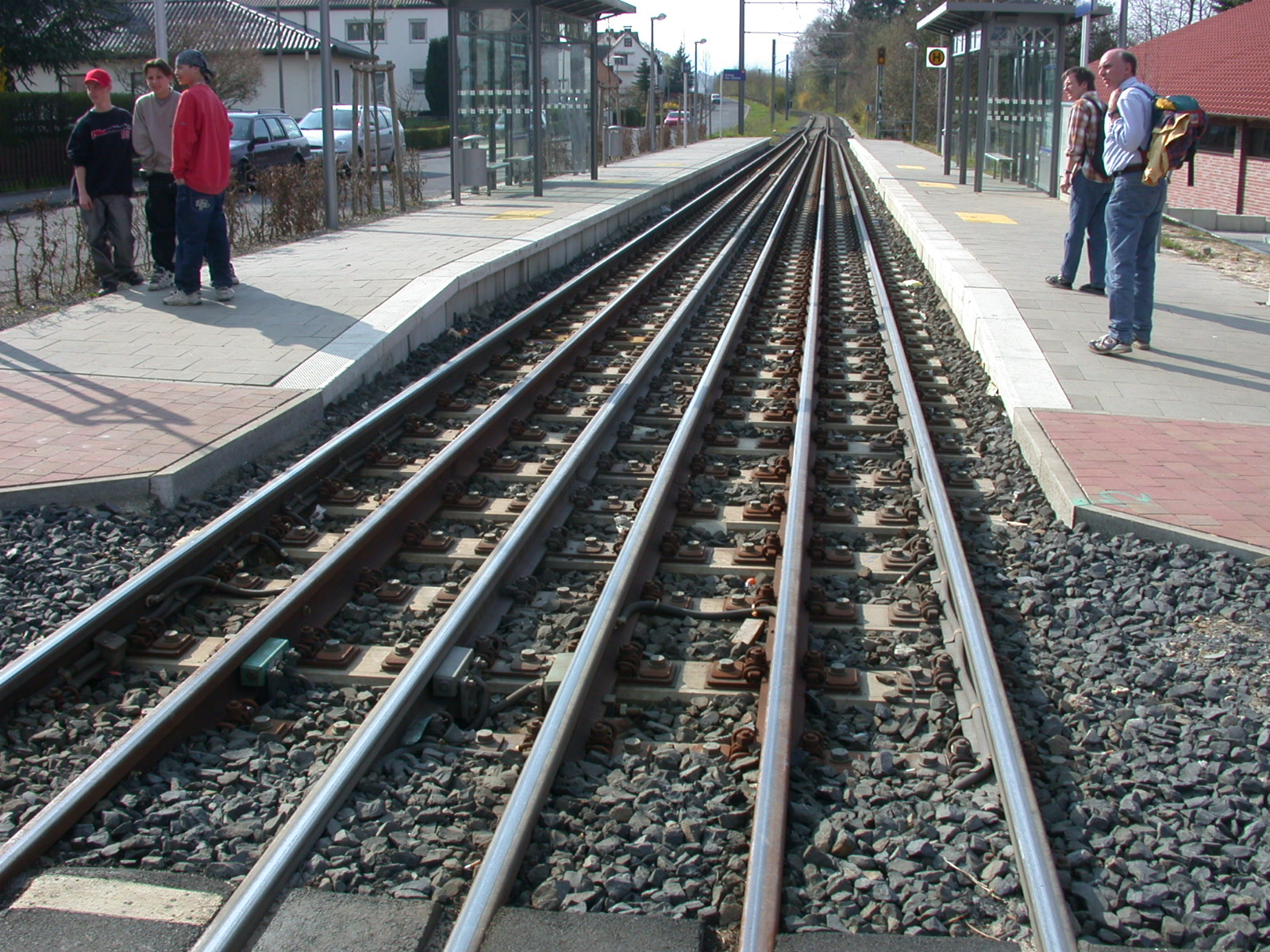
Sechsschienengleis beim Haltepunkt Niederkaufungen Mitte

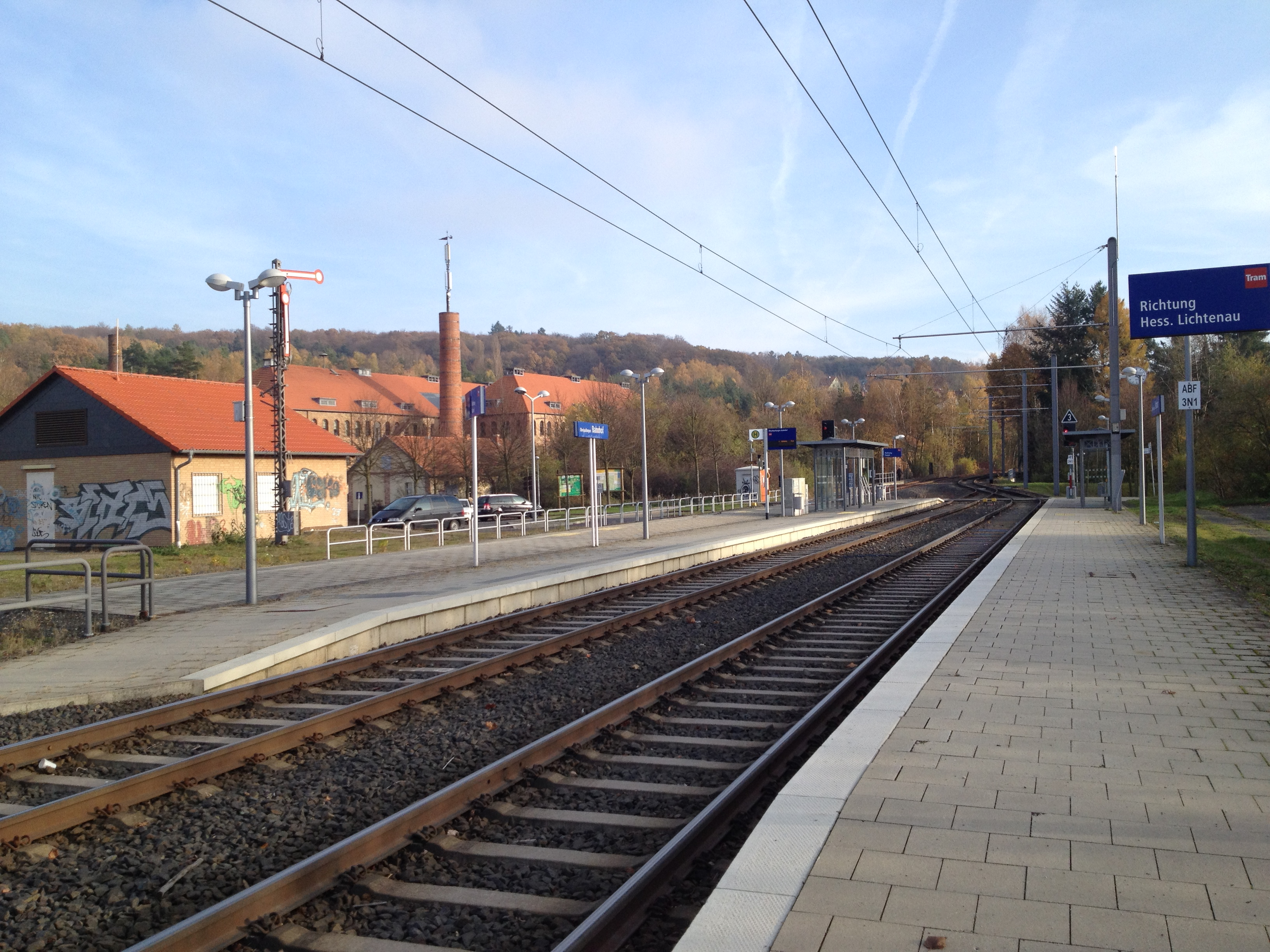
Bahnhof Oberkaufungen, rechts zwei Gleise der Stadtstrecke, links die Altstrecke, im Hintergrund die alte Ziegelei

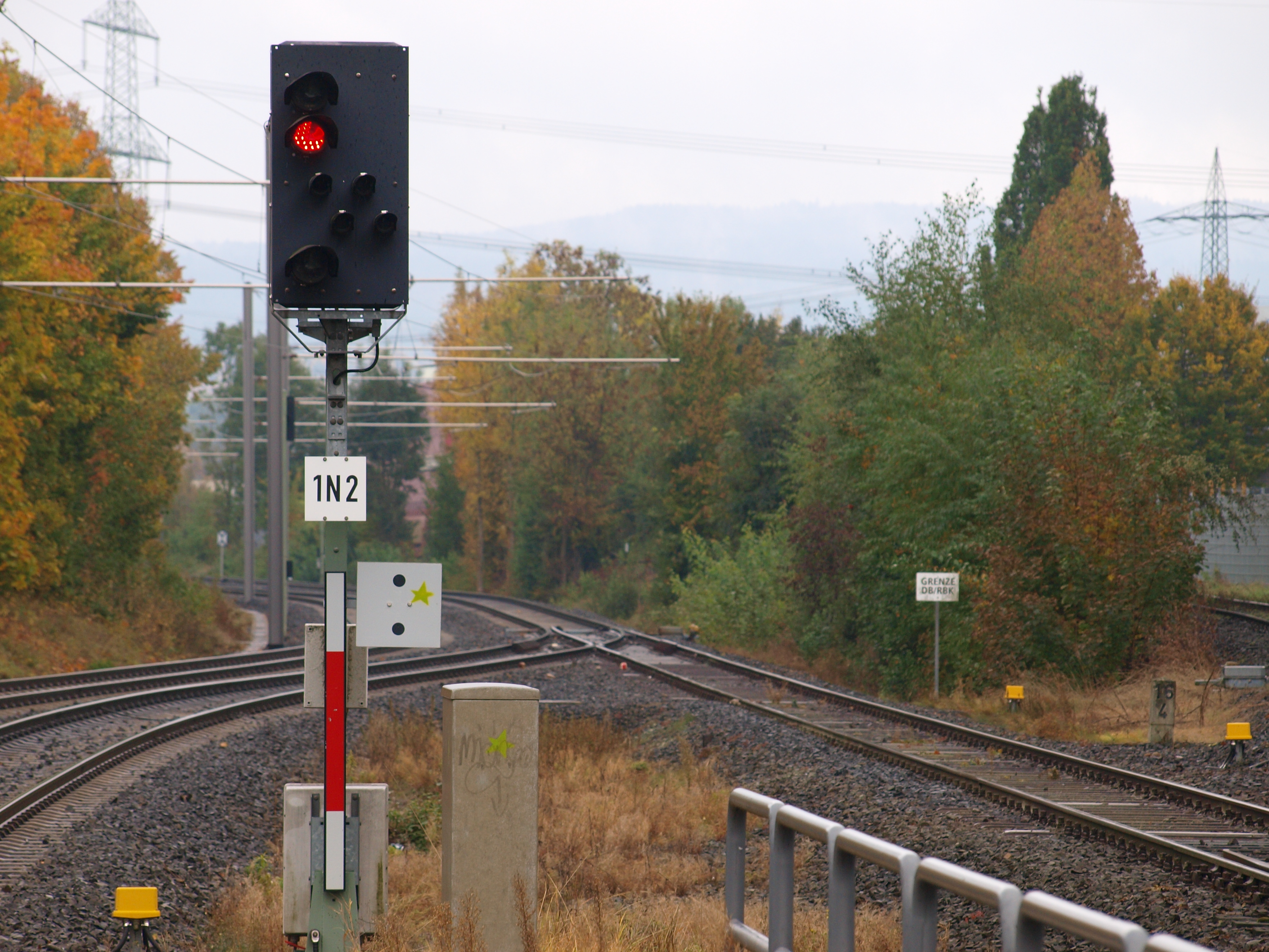
Übergang der Straßenbahn (links) auf die Altstrecke (rechts) in Kaufungen

1997 begann der Ausbau der Strecke zwecks Integration in das Netz der Straßenbahn Kassel. Sie wurde mit 600 Volt Gleichspannung elektrifiziert und im Kaufunger Ortsteil Papierfabrik an das Straßenbahnnetz angeschlossen. Die Strecke wird seither von der Kasseler Straßenbahn befahren. Zwischenzeitlich fuhren auch Fahrzeuge der RegioTram Kassel auf der Strecke.
Die Strecke wurde so ausgebaut, dass sie auch noch Güterverkehr ermöglicht. Dafür wurde für den Güterverkehr in jeder Station ein eigenes Gleis verlegt, das die Station entweder außen tangiert oder aber mittels Verschwenkung in größerem Abstand zum Bahnsteig verläuft. In mehreren Haltepunkten wurde ein aufwändiges Sechsschienengleis eingebaut, bei dem der Güterverkehr in der Mitte fährt. Somit ist sichergestellt, dass das Lichtraumprofil nicht durch die Bahnsteige eingeschränkt wird. Die Bahnhöfe sind dabei mit H/V-Signalen im Kompaktform gesichert.
Der Straßenbahnbetrieb wurde am 8. Juni 2001 bis Helsa aufgenommen und am 29. Januar 2006 bis nach Hessisch Lichtenau ausgedehnt. In Kaufungen weicht die Straßenbahntrasse von der ursprünglichen, abseits der Bebauung gelegenen Strecke ab. In Hessisch Lichtenau verlässt sie die Bahntrasse, quert diese mittels einer Unterführung und endet nach weiteren Stationen in einer Wendeschleife im Ortskern von Hessisch Lichtenau.
Zum Zwecke des Naturschutzes wurde zwischen den Haltestellen Eschenstruth und Fürstenhagen (in Höhe der Kläranlage) auf einer Länge von circa 650 Metern spezielle Maßnahmen getroffen, um Amphibien den Weg zu den Laichgebieten durch die Wiederaufnahme des Bahnverkehrs nicht zu behindern. Der Kabelkanal wurde dazu auf die Schwellen verlegt, und zwischen Untergrund und Schienen finden Amphibien eine Erdschicht und Freiraum. Die Baukosten für den Ausbau der Strecke betrugen etwa 65 Millionen Euro.

## Betrieb
Auf der Lossetalbahn verkehrt heute die Straßenbahnlinie 4. Der dichteste Takt beträgt in den Hauptverkehrszeiten 15 Minuten, am Wochenende fahren die Züge teilweise aber nur alle 60 Minuten. Alle Stationen sind barrierefrei, alle auf der Strecke eingesetzten Fahrzeuge niederflurig.
In Helsa und Hessisch Lichtenau bestehen Busanschlüsse. An vielen Haltestellen wurden zudem Park-and-Ride-Plätze eingerichtet. Zwischen dem 29. Januar 2006 (Eröffnung der Verlängerung nach Hessisch Lichtenau) und dem 8. Juli 2007 verkehrten zusätzlich auch die Züge der RegioTram-Linie RT2 auf der Strecke. Dafür wurden Zweikrafttriebwagen des Typs Alstom RegioCitadis eingesetzt, diese nutzten zwischen Niederkaufungen Bahnhof und Oberkaufungen Bahnhof die nicht elektrifizierte alte Eisenbahnstrecke. Dennoch ist die Strecke auch weiterhin integraler Bestandteil des Regio-Tram-Systems, auch wenn die RegioTram-Triebwagen hier nicht mehr verkehren. Das Expressgleis, das Kaufungen umfährt, ist daher weitgehend ungenutzt. Der Ausbau der alten Eisenbahnstrecke zum Expressgleis kostete 300.000 Euro.
Seit einigen Jahren wird die Wiederaufnahme des Betriebes auf der alten, nicht elektrifizierten Eisenbahnstrecke, die zwischen Niederkaufungen und Oberkaufungen verläuft und dabei einige Haltestellen in Oberkaufungen umfährt, diskutiert. Grund dafür ist die bald entstehende Konkurrenz durch die Fertigstellung des Teilstücks der A 44, welche dann Kassel und Hessisch Lichtenau miteinander verbinden würde. Der NVV (Mitbetreiber) befürchtet dadurch einen Rückgang der Fahrgäste, weil diese dann möglicherweise auf das Auto umsteigen, anstatt weiterhin die Bahn zu nutzen, um nach Hessisch Lichtenau zu gelangen. Damit das früher extra für den Schnellverkehr ausgebaute Expressgleis in Zukunft genutzt werden kann, ist allerdings die Elektrifizierung erforderlich, da die bis 2007 eingesetzten Zweikrafttriebwagen mittlerweile auf anderen Strecken eingesetzt sind und die durch Oberkaufungen verkehrenden Straßenbahntriebwagen der Linie 4 nicht über einen zweiten Antrieb verfügen. Die Fahrzeit von der Kasseler Innenstadt nach Hessisch Lichtenau über das Expressgleis könnte zudem um einige Minuten verkürzt werden, was der eigentliche Grund dafür ist, weshalb überhaupt Planungen in Auftrag gegeben wurden, um die Schnellstrecke zu reaktivieren. Im Oktober 2017 wurde bekannt, dass der NVV weitere Fahrzeuge beschaffen muss, wenn die RegioTram in Zukunft wieder über das Expressgleis in Kaufungen über Helsa nach Hessisch Lichtenau fahren soll. Hintergrund ist, dass der gesamte Fuhrpark des Verkehrsbetriebes bereits ausgelastet ist.